# Billy Simpson
Pour les articles homonymes, voir Simpson.
Ne doit pas être confondu avec William Hood Simpson.
Billy Simpson, est un footballeur international nord-irlandais, né le 12 décembre 1929, à Belfast et mort le 27 janvier 2017  à Glasgow en Écosse.
Évoluant au poste d'attaquant, il est particulièrement connu pour ses saisons aux Rangers, où il fait partie du Rangers FC Hall of Fame. Il est également considéré comme l'un des meilleurs joueurs ayant évolué à Linfield,.
Il compte 12 sélections pour 5 buts inscrits en équipe d'Irlande du Nord.

## Biographie

### Carrière en club
Natif de Belfast, il grandit à Donegall Road dans le Sud de la ville. Son grand frère, Reggie Simpson, également footballeur, jouait au sein du Belfast Celtic. Il joue dans sa jeunesse au sein du Roosevelt Street Boys Club, en parallèle de son apprentissage pour devenir menuisier. Son talent attire l'intérêt de Linfield qui l'engage en 1947. Lors de sa première apparition avec le club, le 24 mars 1947, il marque deux fois face à Cliftonville. Marquant lors des matchs décisifs pour son club, il inscrit un but lors de la finale de l'Irish Cup en 1948 que Linfield remporte 3 à 0 face à Coleraine au Celtic Park. Il remporte deux titres de champion consécutifs en 1949 et 1950, et fait partie de l'équipe remportant à nouveau la coupe en 1950 face à Distillery.
Ses performances sont remarquées par Torrance Gillick qui urge Bill Struth de le recruter aux Rangers. Il rejoint le club écossais en octobre 1950 pour 11 500 livres sterling,, ce qui constitue alors un record pour le club.
À peine arrivé à Glasgow, il joue son premier match avec l'équipe réserve des Rangers face à la réserve de Queen's Park à Hampden Park, match au cours duquel il marque un but. Lors de son premier match avec l'équipe première, le 23 décembre 1950 face à East Fife, il réalise un coup du chapeau. Il reste 9 saisons aux Rangers, y jouant 239 matches officiels pour 163 buts inscrits, dont 172 matches et 112 buts en championnat, y remportant 3 titres de champion et 1 coupe.
Réputé pour son jeu de tête et ses bonnes qualités d'attaquants, il inscrit un quadruplé à trois occasions pour les Rangers : contre Third Lanark, Saint Mirren et Hibernian.
Après le départ de Bill Struth du club et son remplacement par Scot Symon, l'équipe est progressivement renouvelée. Simpson perd sa place au profit de Jimmy Millar et de Max Murray, il quitte alors les Rangers en mars 1959 pour être transféré à Stirling Albion. Il souffre alors d'une blessure aux ligaments croisés mettant à mal ses performances. Il continue à jouer deux saisons supplémentaires après son départ des Rangers, allant ensuite à Partick Thistle puis dans le club anglais de Non-league, Oxford United, avant de mettre fin de sa carrière.

### Carrière internationale
Billy Simpson reçoit 12 sélections en faveur de l'équipe d'Irlande du Nord entre 1951 et 1958, pour 5 buts inscrits. Il est capé pour la première fois le 7 mars 1951 à l'occasion d'un match du Home International Championship opposant l'Irlande du Nord au Pays de Galles à Windsor Park. Si le match se solde par une défaite pour les Nord-Irlandais, il inscrit son premier but à cette occasion. Par la suite, il marque notamment en 1957 le but victorieux face à l'Angleterre, à Wembley, lors d'une victoire 3 à 2 de l'Irlande du Nord. Il fait partie de l'équipe d'Irlande du Nord qui participe à la Coupe du monde 1958 mais n'y joue aucun match en raison d'une blessure contractée à l'entraînement.
Il est sélectionné à quatre reprises pour le Irish League XI (en), et une fois dans un onze de l'IFA pour affronter l'équipe olympique des États-Unis en 1948.

### Vie privée
Billy Simpson est marié à Margaret, de cette union naissent une fille et deux fils. Passionné de courses de lévriers, il est même un temps propriétaire de chiens de courses. Il apprécie également la pratique du golf, y jouant régulièrement avec son ancien coéquipier des Rangers, Johnny Hubbard. Après sa carrière de footballeur, il travaille en tant qu'ouvrier pour Remington Rand, où l'un de ses apprentis est Alex Ferguson, avant d'être menuisier sur les chantiers navals de Govan Shipbuilders.

## Palmarès
Il remporte huit trophées lors sa période à Linfield, remportant notamment un doublé coupe-championnat en 1950. Il remporte aussi trois Gold Cup, inscrivant un triplé face à Glenavon lors de la finale de l'édition 1948-1949, ainsi qu'une Ulster Cup (en) et une City Cup. Avec les Rangers, il remporte trois championnats et une coupe d'Écosse. Il fait partie de l'équipe finaliste de la coupe de la Ligue écossaise en 1957 qui s'incline 7 à 1 face au Celtic, inscrivant au cours de ce match le seul but des siens. Ses performances au sein des Rangers lui ont valu d'être inclus dans le temple de la renommée du club, le Rangers FC Hall of Fame.
Trophées majeurs remportés en club :
- Champion d'Irlande du Nord en 1949 et en 1950 avec Linfield
- Irish Cup en 1948 et en 1950 avec Linfield
- Champion d'Écosse en 1953, en 1956, en 1957 avec les Glasgow Rangers
- Vainqueur de la Coupe d'Écosse en 1953 avec les Glasgow Rangers

## Statistiques
| Saison                | Club                  | Championnat           | Championnat | Championnat | Coupe nationale | Coupe nationale | Coupe de la Ligue | Coupe de la Ligue | Compétition(s) continentale(s) | Compétition(s) continentale(s) | Compétition(s) continentale(s) | Total | Total |
| Saison                | Club                  | Division              | M.          | B.          | M.              | B.              | M.                | B.                | Comp.                          | M.                             | B.                             | M.    | B.    |
| 1946-1947             | Linfield              | Division A            | -           | -           | -               | -               | -                 | -                 | -                              | -                              | -                              | 0     | 0     |
| 1947-1948             | Linfield              | Division A            | -           | -           | -               | -               | -                 | -                 | -                              | -                              | -                              | 0     | 0     |
| 1948-1949             | Linfield              | Division A            | -           | -           | -               | -               | -                 | -                 | -                              | -                              | -                              | 0     | 0     |
| 1949-1950             | Linfield              | Division A            | -           | -           | -               | -               | -                 | -                 | -                              | -                              | -                              | 0     | 0     |
| 1950-1951             | Linfield              | Division A            | -           | -           | -               | -               | -                 | -                 | -                              | -                              | -                              | 0     | 0     |
| Sous-total            | Sous-total            | Sous-total            | 63          | 38          | 7               | 6               | -                 | -                 | -                              | -                              | -                              | 70    | 44    |
| 1950-1951             | Rangers               | Division 'A'          | 19          | 11          | -               | -               | -                 | -                 | -                              | -                              | -                              | 19    | 11    |
| 1951-1952             | Rangers               | Division 'A'          | 3           | 1           | -               | -               | -                 | -                 | -                              | -                              | -                              | 3     | 1     |
| 1952-1953             | Rangers               | Division 'A'          | 21          | 21          | -               | -               | -                 | -                 | -                              | -                              | -                              | 21    | 21    |
| 1953-1954             | Rangers               | Division 'A'          | 18          | 11          | -               | -               | -                 | -                 | -                              | -                              | -                              | 18    | 11    |
| 1954-1955             | Rangers               | Division 'A'          | 25          | 19          | -               | -               | -                 | -                 | -                              | -                              | -                              | 25    | 19    |
| 1955-1956             | Rangers               | Division One          | 32          | 10          | -               | -               | -                 | -                 | -                              | -                              | -                              | 32    | 10    |
| 1956-1957             | Rangers               | Division One          | 32          | 21          | -               | -               | -                 | -                 | C1                             | -                              | -                              | 32    | 21    |
| 1957-1958             | Rangers               | Division One          | 16          | 11          | -               | -               | -                 | -                 | C1                             | -                              | -                              | 16    | 11    |
| 1958-1959             | Rangers               | Division One          | 6           | 7           | -               | -               | -                 | -                 | -                              | -                              | -                              | 6     | 7     |
| Sous-total            | Sous-total            | Sous-total            | 172         | 113         | 23              | 14              | 38                | 34                | -                              | 6                              | 2                              | 239   | 163   |
| 1958-1959             | Stirling Albion       | Division One          | 8           | 1           | -               | -               | -                 | -                 | -                              | -                              | -                              | 8     | 1     |
| Sous-total            | Sous-total            | Sous-total            | 8           | 1           | -               | -               | -                 | -                 | -                              | -                              | -                              | 8     | 1     |
| 1959-1960             | Partick Thistle       | Division One          | 6           | 2           | 0               | 0               | 0                 | 0                 | -                              | -                              | -                              | 6     | 2     |
| Sous-total            | Sous-total            | Sous-total            | 6           | 2           | 0               | 0               | 0                 | 0                 | -                              | -                              | -                              | 6     | 2     |
| 1960-1961             | Oxford United         | Southern League       | 11          | 3           | -               | -               | -                 | -                 | -                              | -                              | -                              | 11    | 3     |
| Sous-total            | Sous-total            | Sous-total            | 11          | 3           | -               | -               | -                 | -                 | -                              | -                              | -                              | 11    | 3     |
| Total sur la carrière | Total sur la carrière | Total sur la carrière | 260         | 157         | 30              | 20              | 38                | 34                | -                              | 6                              | 2                              | 334   | 213   |